# Motty Steinmetz
Yisrael Baruch Mordechai "Motty" Steinmetz (em hebraico: מוטי שטיינמץ, Bnei Brak, 5 de julho de 1992) é um proeminente cantor hassídico.

## Biografia
Steinmetz nasceu em 1992 em uma família Vizhnitz em Bnei Brak. Motty é filho do Rabi Moshe e Rebecca Steinmetz, e o quarto de nove filhos.
Quando Steinmetz tinha quatorze anos, seu avô mudou-se de Antuérpia, Bélgica, para Israel e ensinou-lhe muitas músicas tradicionais de Vizhnitz que influenciaram seu estilo musical. Em sua adolescência, ele foi descoberto pelo produtor e compositor Ruvi Banet, que mais tarde se tornaria seu empresário. Steinmetz canta canções religiosas judaicas, com as letras muitas vezes tiradas diretamente das escrituras ou orações, e é conhecido pela grande emoção que coloca em sua música. De acordo com sua interpretação ultra-ortodoxa das leis judaicas de modéstia, ele nunca se apresenta para públicos mistos de homens e mulheres, a menos que haja uma mechitza (separação). Ele também visitou hospitais em Israel para cantar para vítimas de acidentes.
Em 2017, ele lançou seu álbum de estreia Haneshama Bekirbi, com o rabino-chefe asquenaz de Israel David Lau e os prefeitos de Bnei Brak e El'ad presentes no lançamento do álbum. O álbum supostamente levou quatro anos de trabalho para ser finalizado e alcançou a certificação de platina em Israel.
Em 2018, a emissora nacional israelense Kan 11 produziu um episódio documentando a vida e a música de Steinmetz.

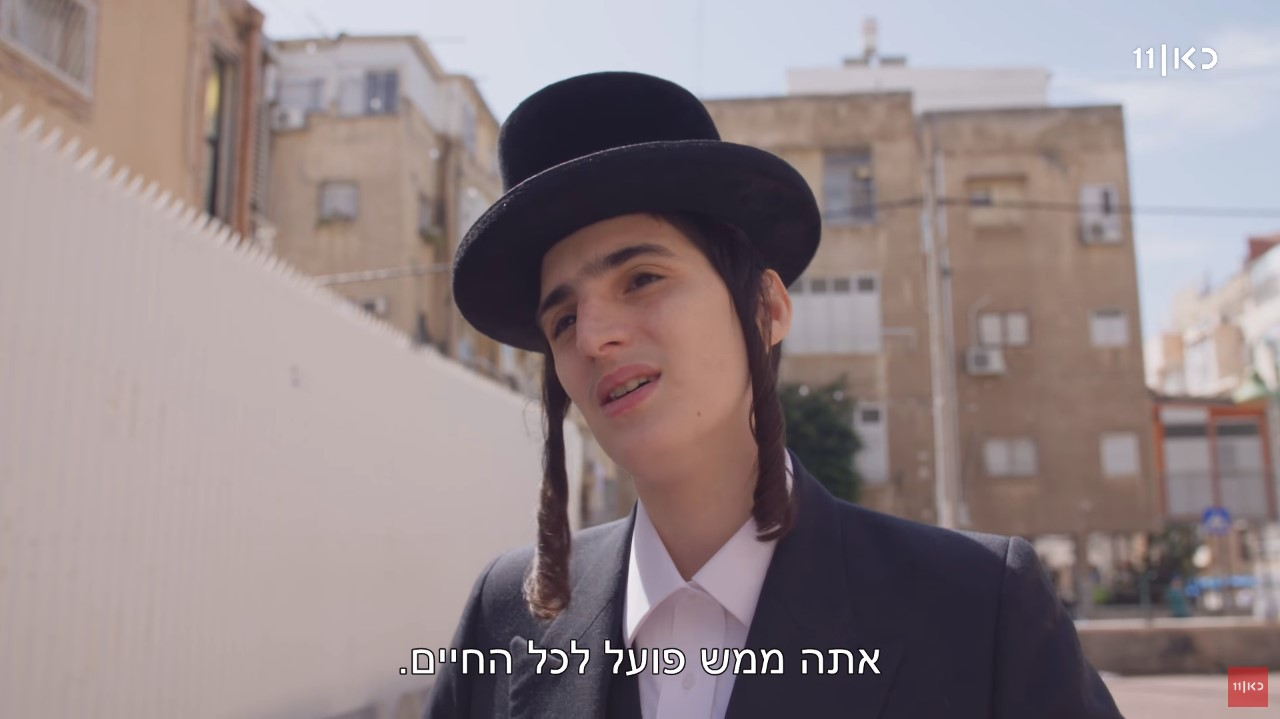
Steinmetz no Kan 11

Steinmetz estava no centro de uma controvérsia sobre shows segregados por gênero no verão de 2019. Steinmetz estava programado para se apresentar para um público segregado por gênero em Afula. Isso foi contestado nos tribunais locais com um juiz recomendando que a audiência fosse dividida em três partes com a adição de uma área mista de gênero. No entanto, esta decisão foi contestada no tribunal superior por um grupo de ativistas de mulheres. O tribunal superior decidiu que a segregação era ilegal, mas o julgamento só foi aprovado quando o show estava terminando. Steinmetz disse que achou a controvérsia “enfurecedora” e que recebeu elogios dos políticos Haredi Aryeh Deri e Moshe Gafni. Depois de tudo isso, um show de Steinmetz só para homens em Haifa foi encerrado pelos juízes.

## Vida pessoal
Aos 23 anos, Steinmetz foi apresentado a sua esposa Malka Weisel por um casamenteiro. Weisel é filha do chefe do sistema de conversão na corte do rabino Karelitz em Bnei Brak, que também é o rabino dos estudantes Yeshivot em Modi'in Illit. Em 2015, Steinmetz se casou com Weisel, com o cantor hassídico Mordechai Ben David como convidado no casamento. Em 2017, o casal teve uma primeira filha, Esther Steinmetz, e em 2020 teve outra filha.

## Discografia

### Álbuns de estúdio
- Haneshama Bekirbi (2017)
- Atik Yomin (2022)

### Singles
|   | Nome do single    | Data de lançamento      | Visualizações do YouTube (fevereiro de 2022) |
| - | ----------------- | ----------------------- | -------------------------------------------- |
| 1 | Tseno Ureno       | 28 de julho de 2015     | 12.552.128                                   |
| 2 | Nafshi            | 10 de junho de 2019     | 10.688.944                                   |
| 3 | Haneshama Bekirbi | 25 de fevereiro de 2017 | 6.449.850                                    |
| 4 | Zechor Bris       | 25 de setembro de 2017  | 1.943.741                                    |
| 5 | Yehei Raava       | 5 de junho de 2019      | 1.342.098                                    |
| 6 | Al Tashlicheini   | 6 de setembro de 2018   | 493.383                                      |
| 7 | Le'oso Hazman     | 5 de março de 2017      | 476.604                                      |
| 8 | Ta'isi            | 4 de junho de 2018      | 326.131                                      |

- Rachmaneh (2015)
- Eitz Chaim (2015)
- Vesorev (2015)
- Shifchi Kamayim (2015)
- El Hana'ar Hazeh (2015)
- Elokim Al Domi Lach (2015)
- K'ayal Ta'arog (2015)
- B'sheim Hashem (2015)
- Tzeinah Uraeinah (2015)
- V'hi Rachamecha (2015)
- Ilan (2015)
- Nafshi (2018) (com Ishay Ribo)
- Nigun Vizhnitz (2020)
- Veomar Bayom Hahu (2020)